# Universidade Nacional de Ciência e Tecnologia de Seul
A Universidade Nacional de Ciência e Tecnologia de Seul (SeoulTech) é uma universidade nacional situada em Seul, Coreia do Sul.

## Faculdades e departamentos
Faculdade de Engenharia
- Departamento de Engenharia de Design de Sistemas Mecânicos
- Departamento de Engenharia Mecânica e Automotiva
- Departamento de Engenharia de Segurança
- Departamento de Engenharia Civil
- Escola de Arquitetura - Programa de Engenharia Arquitetural
- Escola de Arquitetura - Programa de Arquitetura

Faculdade de Engenharia da Informação e Comunicação
- Departamento de Engenharia Elétrica e Informação
- Departamento de Engenharia Eletrônica e Mídia de TI
- Departamento de Ciência da Computação e Engenharia

Faculdade de Energia e Biotecnologia
- Departamento de Química e Engenharia Biomolecular
- Departamento de Engenharia Ambiental
- Departamento de Ciência e Tecnologia de Alimentos
- Departamento de Química Fina
- Departamento de Ciências do Desporto
- Departamento de Optometria

Faculdade de Arte & Design
- Departamento de Design
- Departamento de Artes e Design de Cerâmica
- Departamento de Estruturas Metálicas e Joias
- Departamento de Belas Artes

Faculdade de Humanidades & Ciências Sociais
- Departamento de Língua Inglesa
- Departamento de Administração Pública
- Departamento de Criação Literária
- Departamento de Artes Liberais

Faculdade de Negócios & Tecnologia
- Departamento de Engenharia Industrial e de Sistemas
- Departamento de Administração de Empresas